# Omar Cáceres
Luis Omar Cáceres Aravena (Cauquenes, 5 de julio de 1904-Renca, c. 6 de septiembre de 1943), más conocido como Omar Cáceres, fue un poeta chileno, cuyas vida y muerte misteriosas lo convirtieron en un paradigma de «poeta maldito».
Su único libro, Defensa del ídolo (1934), causó un gran impacto en su época, y contiene el único prólogo escrito por Vicente Huidobro. En 1996, la obra fue rescatada por Pedro Lastra, a partir de los escasos ejemplares que se conservaron de la primera edición. Esta reedición permitió un mayor acercamiento a su obra. Actualmente, Cáceres es considerado uno de los referentes del vanguardismo latinoamericano en Chile.

## Biografía

### Infancia y juventud

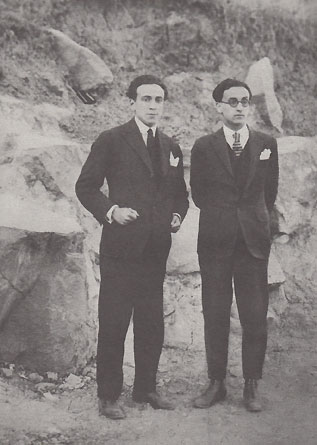
Omar Cáceres (izquierda) junto a su primo Alejandro, en el cerro San Cristóbal, Santiago de Chile, 1925

Cáceres nació en la comuna de Cauquenes, en la Región del Maule, zona central de Chile. Hijo de la profesora de educación básica Cecilia Rosa Aravena Aravena, y del profesor normalista José Antonio Cáceres Cáceres, fallecido en la misma localidad el 8 de febrero de 1904, unos meses antes del nacimiento de su hijo. Tuvo al menos un hermano, Raúl Cáceres Aravena, quien trabajó como profesor de Castellano en el Liceo de Viña del Mar.
Inició sus estudios de Derecho en 1922, los que finalmente dejó inconclusos. De personalidad más bien reservada, en general solitario y distante, comenzó a vincularse con el ambiente artístico y poético chileno en los años 1920. Compartió con poetas como Pablo de Rokha, Ángel Cruchaga Santa María y Miguel Serrano, y durante su vida se relacionó más indirectamente con otros escritores contemporáneos, como Volodia Teitelboim, Eduardo Anguita, Andrés Sabella o Gonzalo Rojas. Jorge Teillier solía recordarlo participando como violinista en una orquesta de ciegos, pese a que él no lo era.

### Carrera literaria

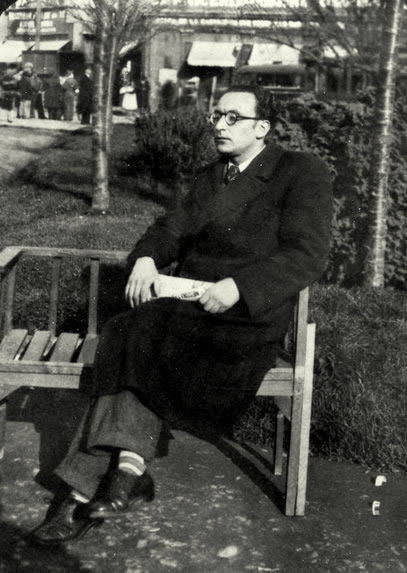
Omar Cáceres en San Antonio, 1926

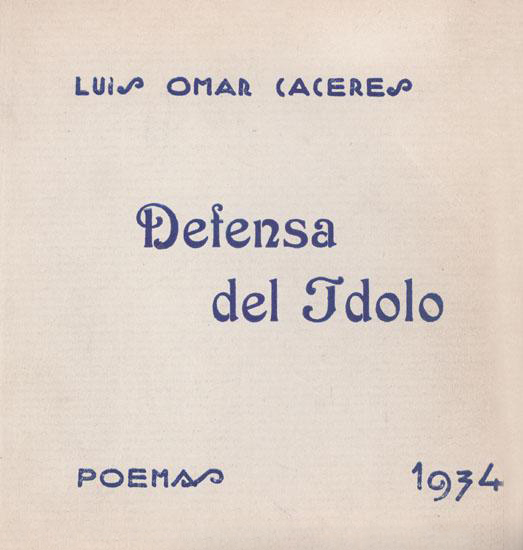
Portada original de Defensa del ídolo (1934), único libro conocido y publicado de Cáceres.

A comienzos de los años 1920 comenzó a dedicarse a la crítica literaria, principalmente en El Diario Ilustrado. En 1925 se trasladó al puerto de San Antonio, donde trabajó como secretario del juez Eliodoro Astorquiza. Por esos años se comenzó a acercar al Partido Comunista, a través del cual llegó a ser precandidato a diputado. Sin embargo, producto de su militancia política, perdió su empleo en 1927, al asumir el gobierno de Carlos Ibáñez del Campo.
En 1931, siendo aún un autor inédito, fueron incluidos tres poemas suyos en la antología La poesía chilena moderna, de Rubén Azócar. Su único libro publicado en vida fue Defensa del ídolo, dado a conocer en 1934 por la editorial Norma en Santiago de Chile, gracias al apoyo económico que recibió el autor por parte de los modestos ingresos de su hermano Raúl. El libro, calificado como un caso ejemplar de vanguardismo latinoamericano, incluye el único prólogo escrito por Vicente Huidobro, quien había regresado de Francia el año anterior. Cáceres, enfurecido por la gran cantidad de erratas que contenía, reunió todos los ejemplares que pudo y los quemó en una hoguera. De ellos, sólo unos pocos ejemplares se salvaron, entre los cuales se encuentran los que actualmente se conservan en la Biblioteca Nacional de Chile, que son los que permitieron las posteriores reediciones de la obra. Ese mismo año, fundó junto a Huidobro y Eduardo Anguita la revista Vital/Ombligo. Al año siguiente, en 1935, fue incluido en la polémica antología de Anguita y Teitelboim, Antología de poesía chilena nueva, en la que incorporó una breve presentación personal, titulada «Yo, viejas y nuevas palabras». Este es el único texto en prosa conocido que se conserva del autor, si bien se sabe que en algún momento trabajó en un libro de cuentos y en una biografía de su antiguo jefe, Eliodoro Astorquiza.

### Fallecimiento
Durante sus últimos años, Cáceres dejó de verse con la mayoría de escritores que conoció en los años 1930. De manera póstuma, Anguita conjeturó que podría haber caído en la locura, mientras que Teitelboim sugirió que podría haberse sumergido en ambientes hostiles, despectivamente conocidos como «lumpen».
La primera semana de septiembre de 1943, en circunstancias aún confusas, su cuerpo fue encontrado en una zanja rural de la comuna de Renca, en el sector norponiente de Santiago, con la cabeza rota y los bolsillos vacíos. Su cadáver fue reconocido en el Instituto Médico Legal una semana después de su hallazgo. Algunos afirman que se trató de un asesinato, mientras otros opinan que Cáceres se suicidó, lanzándose al Canal San Carlos. La noticia de su muerte conmovió a varios escritores de la época. Andrés Sabella y Antonio Acevedo Hernández le dedicaron dos artículos publicados en Las Últimas Noticias a pocos días del descubrimiento de su muerte. Sabella iría más allá, y en 1955 le dedicaría íntegramente el quinto número de su revista Hacia, que estaba comenzando su segunda etapa de existencia, luego de veinte años de inactividad.

## Rescate de su obra
En octubre de 1996 apareció la primera reedición de Defensa del ídolo, al cuidado del poeta Pedro Lastra, quien la preparó a partir de los pocos ejemplares que se salvaron de la hoguera y que fueron conservados por la Biblioteca Nacional de Chile. A esta primera reedición de LOM Ediciones le siguieron publicaciones consecutivas en México y Venezuela.
En 2011, la Biblioteca Nacional de Chile adquirió una valiosa colección de documentos adicionales, que incluye manuscritos inéditos, correspondencia personal y fotografías originales del autor. Su reducida obra ha motivado estudios y positivos comentarios de diversos críticos e investigadores literarios, tales como el chileno Andrés Sabella o el venezolano Miguel Gomes.
La investigadora chilena María José Cabezas Corcione publicó en 2014 el estudio crítico y biográfico Luis Omar Cáceres: El ídolo creacionista (Ediciones Lastarria), que incluye el libro completo del autor, incorporando, entre otros materiales, un prólogo descartado de Pablo de Rokha.

## Estilo

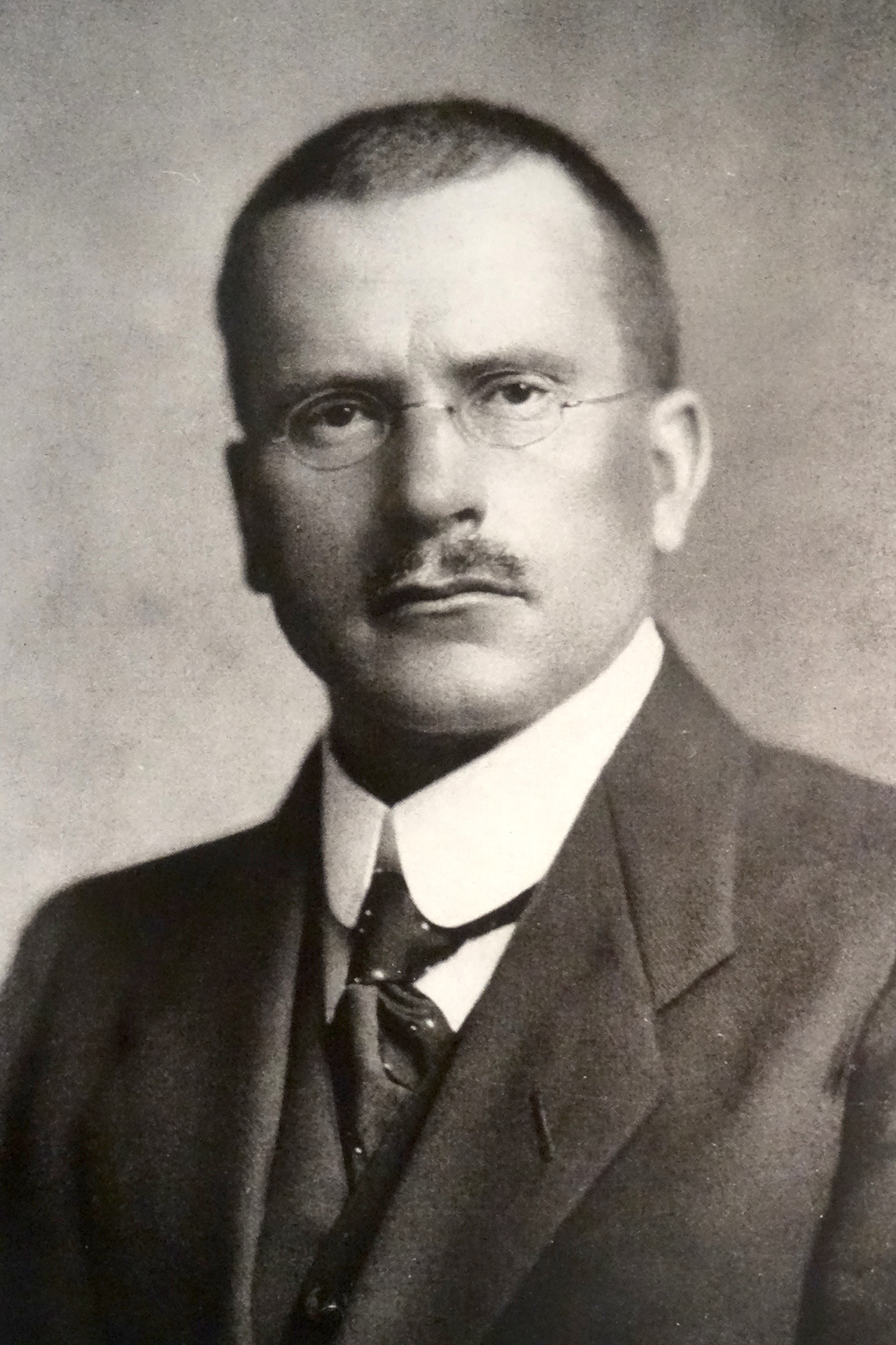
Carl Gustav Jung, fundador de la psicología analítica. Miguel Gomes ha escrito extensamente sobre la búsqueda en los poemas de Cáceres del «sí-mismo», arquetipo central del inconsciente colectivo.

De acuerdo con la crítica general, su obra se corresponde con su propia personalidad: introspectiva y hermética, profunda, cuestionadora, lúcida, refinada, y en constante actitud de exploración.
Enmarcados dentro del vanguardismo latinoamericano, sus poemas contienen elementos esotéricos, freudianos y panteístas, de violencia, deshumanización y desintegración del «yo poético». En efecto, más que una búsqueda del «yo», asociado con el ego, Cáceres buscaba referirse al «sí-mismo», en un sentido jungeano, sobre el cual el primero está subordinado.

## Obra

### Poesía
- 1934: Defensa del ídolo

### En antologías
- 1931: La poesía chilena moderna (Ed. Rubén Azócar)
- 1935: Antología de poesía chilena nueva (Ed. Eduardo Anguita y Volodia Teitelboim)

### En revistas
- 1955: Hacia (n.º 5, septiembre; Ed. Andrés Sabella)[nota 2]

### Sobre el autor
- Acevedo Hernández, Antonio (15 de septiembre de 1943). «Omar Cáceres se ha lanzado en el vuelo supremo». Las Últimas Noticias.
- Anguita, Eduardo (13 de marzo de 1973). «Revelación de Omar Cáceres». Plan (Santiago de Chile) (94): 18.

Más tarde incluido en: Anguita, Eduardo (2000).  Zegers B., Pedro Pablo, ed. Páginas de la memoria. Ediciones DIBAM. OCLC 46658761.
- Cabezas Corcione, María José (2014). Luis Omar Cáceres: El ídolo creacionista. Santiago de Chile: Ediciones Lastarria. OCLC 906807473. Archivado desde el original el 19 de noviembre de 2016. Consultado el 18 de noviembre de 2016.
- Gomes, Miguel (1997). «El viaje interior de la vanguardia: Defensa del ídolo de Omar Cáceres». Mapocho (41).
- Lasta, Pedro (octubre de 1996). «Regresos de Omar Cáceres». Defensa del ídolo: 61-64.
- Merino Reyes, Luis (1955). «Evocación de Omar Cáceres». Hacia (5).
- Merino Reyes, Luis (25 de enero de 1998). «Un poeta trágico: Omar Cáceres». La Discusión: 2.
- Morales, Andrés; Cabezas Corcione, María José (2009). Omar Cáceres: el vanguardismo secreto y olvidado. Programa Cybertesis. OCLC 809893830.
- Naranjo Igartiburu, Manuel (22 de octubre de 2013). «Defensa del ídolo de Omar Cáceres: una reactualización de la mística negativa». La calle Passy 061.
- Pellegrini, Marcelo (23 de marzo de 1997). «La dispersión del yo». El Mercurio de Valparaíso: C9.
- Poo, Ximena (10 de octubre de 1996). «Reencuentro con un poeta perdido». La Época: 30.
- Pueyes Zúñiga, Víctor (20 de septiembre de 1995). «Rescate de un iluminado». La Nación: 28-29.
- Sabella, Andrés (6 de septiembre de 1943). «Luis Omas Cáceres, el poeta cuya muerte avergüenza a la justicia». Las Últimas Noticias.
- Serrano, Miguel (1950). Ni por mar ni por tierra: Historia de una generación. Santiago de Chile: Nascimento. OCLC 13044673.
- Teitelboim, Volodia (octubre de 1996). «Un poeta fantasmal». Defensa del ídolo: 65-68.